# Ralf Sturm
Ralf Sturm (* 18. Oktober 1968 in Köln) ist ein ehemaliger deutscher Fußballspieler.

## Werdegang
Ralf Sturm ist der Sohn der Kölner Spielerlegende Hans Sturm, der mit dem 1. FC Köln 1962 und 1964 zweimal Deutscher Meister wurde. Ralf war von Kindesbeinen an beim 1. FC Köln und der Verein setzte große Hoffnungen in das Angriffstalent, als er 1988 den Sprung in Christoph Daums Bundesliga-Mannschaft schaffte. Die Hoffnungen schienen sich in den Jahren 1990 und 1991 zu erfüllen, als Sturm Stammspieler wurde. Jedoch ging es mit dem beliebten Stürmer in den weiteren Jahren nicht richtig voran und er verließ das Profigeschäft auch aufgrund einer schwerwiegenden Knieverletzung (Knorpelschaden) 1994. Bis 1994 absolvierte er insgesamt 121 Bundesligaspiele für den 1. FC Köln und erzielte dabei 28 Tore. Sturm spielte ab 1994 in der Regionalliga für den Wuppertaler SV und wechselte während der Spielzeit 1996/97 zum Ligakonkurrenten Rot-Weiß Oberhausen, den er allerdings nach Saisonende wieder verließ.
Sturm spielte außerdem in der deutschen U-16-Nationalmannschaft und war dort unter anderem Teil des deutschen Kaders bei der U-16-Weltmeisterschaft 1985 in China, wo man mit der Mannschaft bis in das Finale kam, dort jedoch mit 0:2 gegen Nigeria verlor und damit Zweiter wurde. Später absolvierte er außerdem insgesamt vier U-21-Länderspiele für die U-21-Nationalmannschaft.

## Statistik
Verein
- 1. Bundesliga
121 Spiele; 28 Tore (1. FC Köln)
- DFB-Pokal
9 Spiele; 1 Tor (1. FC Köln)
- UEFA-Pokal
17 Spiele; 2 Tore (1. FC Köln)

Nationalmannschaft
- Zweiter mit der deutschen U-16-Nationalmannschaft bei der U-16-Weltmeisterschaft 1985
- 4 U-21-Länderspiele für Deutschland